# Elix Skipper
Elix Skipper (født d. 15. december 1967), også kendt som Primetime, er en amerikansk-canadisk fribryder, som bl.a. har kæmpet for World Championship Wrestling og Total Nonstop Action. 